# Мусин, Гумер Мусич
Гумер Мусич Мусин (1854—?) — мулла, депутат Государственной думы II созыва от Казанской губернии.

## Биография
По национальности татарин, мусульманин, крестьянин деревни Болын-Балыкчы (ныне Булым-Булыхчи) Шомбулыгчинской волости Тетюшского уезда Казанской губернии. Окончил сельское медресе, получив мусульманское образование. Служил в армии, демобилизован с чином фельдфебеля. Служил муллой в своём селе, многие годы являлся волостным старшиной. Три трёхлетия  член волостного суда, одно из них был  его председатель. Земледелец, занимался сельским хозяйством на своём наделе. В момент выборов в Думу оставался беспартийным.

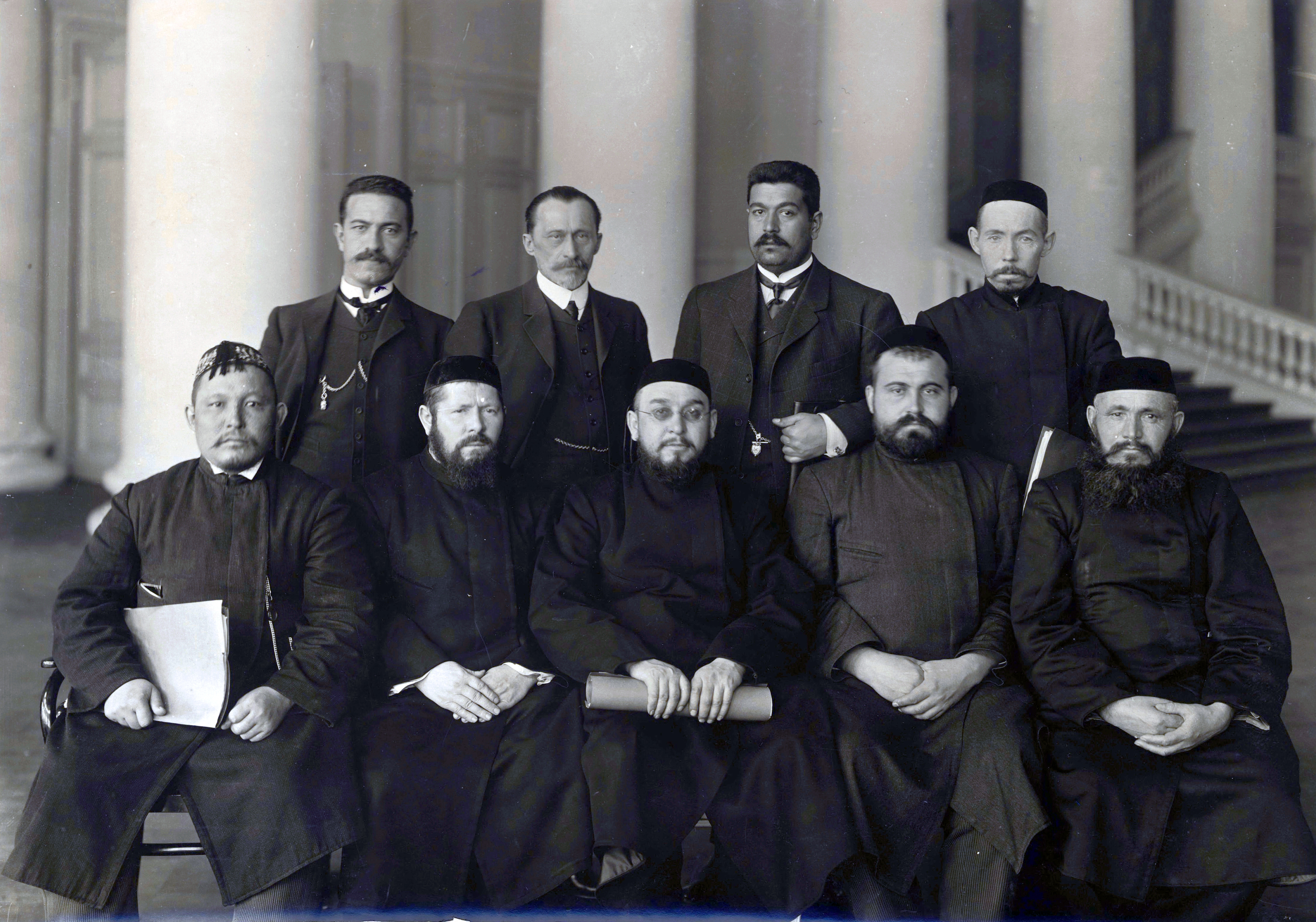
Группа депутатов Мусульманской фракции II Государственной Думы. Стоят: Махмудов М., Тевкелев К., Зейналов З., Бадамшин Г.; сидят: Кощегулов Ш., Хасанов М., Усманов Х., Атласов Х., Мусин Г.

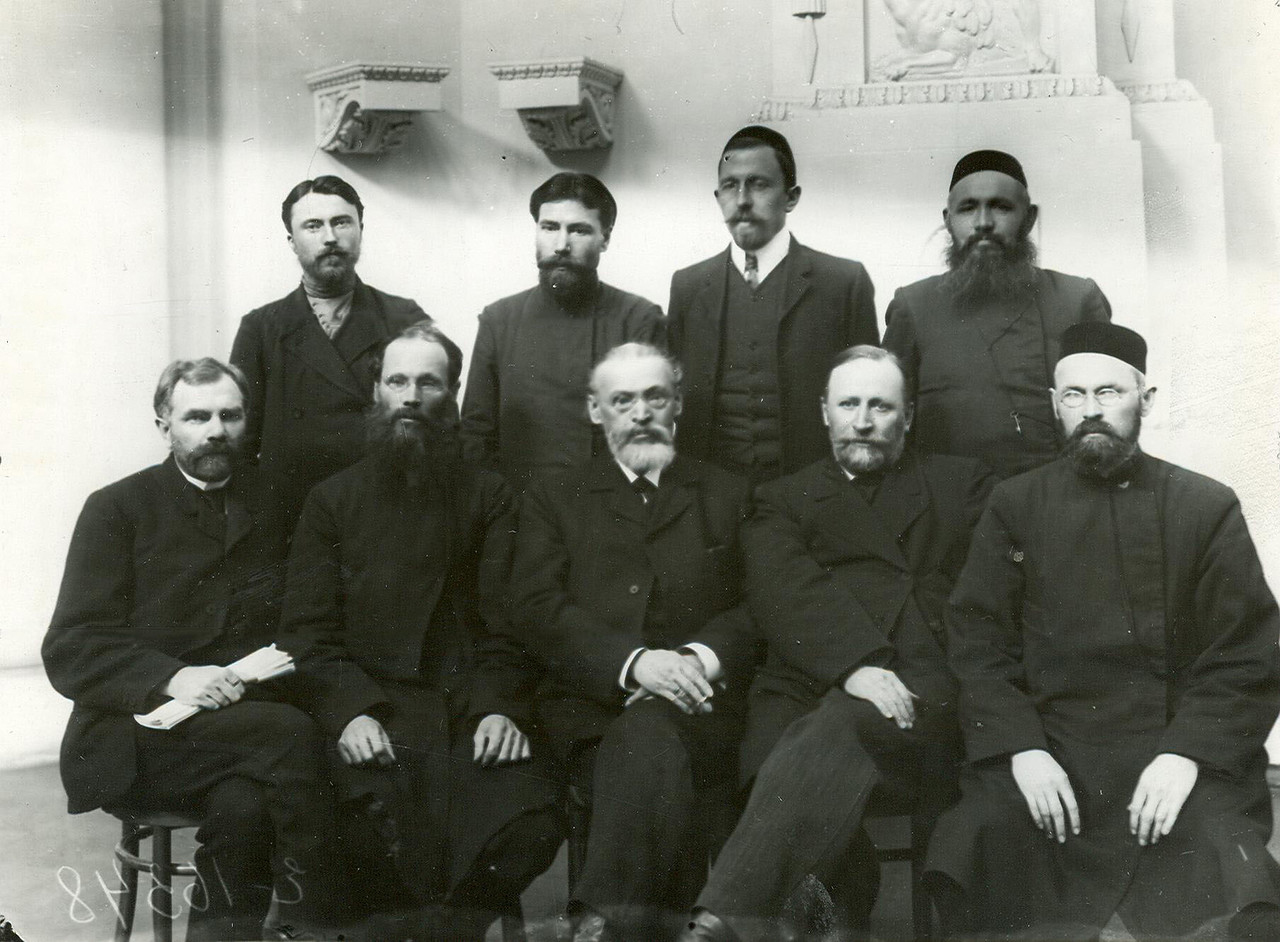
Группа депутатов II Государственной Думы от Казанской губернии. Стоят: Г. И. Петрухин, А. Ф. Фёдоров, С. Н. Максудов, Г. М. Мусин; сидят: З. М. Таланцев, М. В. Батуров, М. Я. Капустин, Д. А. Кушников, С. Т. Максютов.

6 февраля 1907 года  избран в Государственную думу II созыва от общего состава выборщиков Казанского губернского избирательного собрания. Вошёл в состав Мусульманской фракции. Состоял в думской комиссии о местном самоуправлении и комиссии о преобразовании местного суда.
После третьеиюньского переворота вернулся в родину. В начале 1909 года в ходе столыпинской реформы решил выйти из общины, в связи с чем подал заявление  в волостное правление о закреплении за ним его надела. При определении размеров надела между Мусиным и его односельчанами разгорелся конфликт. Его подозревали в намерении захватить частично и чужую землю. В результате Мусин отказался от своих притязаний. 
Осенью 1912 при выборах в Государственную Думу IV созыва имя Мусина против воли большинства участников схода было включено в баллотировочный лист по настоянию волостного старшины и писаря. Необходимого числа голосов Мусин не набрал.
Дальнейшая судьба и дата смерти неизвестны.

### Рекомендуемые источники
- Усманова Д. М. Мусульманские представители в Российском парламенте, 1906-1917. Казань, 2005.

### Архивы
- Национальный архив Республики Татарстан. Фонд 199. Опись 1. Дело 445;
- Российский государственный исторический архив. Фонд 1278. Опись 1 (2-й созыв). Дело 284; Дело 551. Лист 9 оборот.